# Список военнослужащих дивизии СС «Лейбштандарт СС Адольф Гитлер», награждённых Рыцарским крестом Железного креста
Список военнослужащих дивизии СС «Лейбштандарт СС Адольф Гитлер», награждённых Рыцарским крестом — включает в себя всех военнослужащих дивизии «Лейбштандарт СС Адольф Гитлер», награждённых высшей воинской наградой Третьего рейха в период прохождения в ней воинской службы.
Лейбштандарт являлся элитным формированием войск СС, созданным на базе личной охраны Адольфа Гитлера. За период своего существования было развёрнуто в танковый корпус. Наряду с некоторыми соединениями вермахта и войск СС, «Лейбштандарт СС» был одной из наиболее действенных военных сил Третьего рейха.По количеству кавалеров Рыцарского креста дивизия входила в число лидеров среди войсковых соединений Третьего рейха.
Рыцарский крест Железного креста (нем. Ritterkreuz des Eisernen Kreuzes) — степень военного ордена Железного креста, высший орден Третьего рейха, признания крайней храбрости в бою или успехов в руководстве войсками во время Второй мировой войны. Введён 1 сентября 1939 года с восстановлением ордена Железного креста. Имел пять степеней:
- Рыцарский крест Железного креста
- Рыцарский крест Железного креста с Дубовыми Листьями (вручался с 19 июля 1940 года)
- Рыцарский крест Железного креста с Дубовыми Листьями и Мечами (вручался с 21 июля 1941 года)
- Рыцарский крест Железного креста с Дубовыми Листьями, Мечами и Бриллиантами (вручался с 15 июля 1941 года)
- Рыцарский крест Железного креста с Золотыми Дубовыми Листьями, Мечами и Бриллиантами (вручался с 1 января 1945 года)[3].

В таблицах представлены кавалеры Рыцарского креста и его степеней в порядке награждения. Серым цветом в таблице выделены кавалеры Рыцарского креста, погибшие во время войны.

## Рыцарский крест Железного креста с Дубовыми листьями и Мечами
| Полное имя                                  | Портрет     | Дата награждения     | Звание и должность на момент награждения                                                                    | Ссылки      |
| ------------------------------------------- | ----------- | -------------------- | --- | ----------- |
| Йозеф (Зепп) Дитрих (нем. Josef Dietrich)   | (1892—1966) | 14 марта 1943 года   | Обергруппенфюрер СС и генерал войск СС командир моторизованной дивизии СС «Лейбштандарт СС Адольф Гитлер»   | [ 4 ] [ 5 ] |
| Теодор Виш (нем. Theodor Wisch)             | (1907—1995) | 30 августа 1944 года | Бригадефюрер СС и генерал-майор войск СС командир 1-й танковой дивизии СС «Лейбштандарт СС Адольф Гитлер»   | [ 6 ] [ 7 ] |
| Иоахим «Йохен» Пайпер (нем. Joachim Peiper) | (1915—1976) | 11 января 1945 года  | Оберштурмбаннфюрер СС командир 1-го танкового полка 1-й танковой дивизии СС «Лейбштандарт СС Адольф Гитлер» | [ 8 ] [ 9 ] |

## Рыцарский крест Железного креста с Дубовыми листьями
| Полное имя                                                      | Портрет     | Дата награждения     | Звание и должность на момент награждения                                                                              | Ссылки        |
| --------------------------------------------------------------- | ----------- | -------------------- | --- | ------------- |
| Йозеф (Зепп) Дитрих (нем. Josef Dietrich)                       | (1892—1966) | 31 декабря 1941 года | Обергруппенфюрер СС и генерал войск СС командир моторизованной бригады СС «Лейбштандарт СС Адольф Гитлер»             | [ 4 ] [ 5 ]   |
| Курт Адольф Вильгельм Мейер (нем. Kurt Adolf Wilhelm Meyer)     | (1910—1961) | 23 февраля 1943 года | Оберштурмбаннфюрер СС командир разведывтельного батальона моторизованной дивизии СС «Лейбштандарт СС Адольф Гитлер»   | [ 10 ] [ 11 ] |
| Фриц Витт (нем. Fritz Witt)                                     | (1908—1944) | 1 марта 1943 года    | Штандартенфюрер СС командир 1-го моторизованного полка моторизованной дивизии «Лейбштандарт СС Адольф Гитлер»         | [ 10 ] [ 12 ] |
| Альберт Фрей (нем. Albert Frey )                                | (1913—2003) | 27 декабря 1943 года | Оберштурмбанфюрер СС командир 1-го моторизованного полка 1-й танковой дивизии «Лейбштандарт СС Адольф Гитлер»         | [ 13 ] [ 14 ] |
| Хуго Готфрид Краас (нем. Hugo Gottfried Kraas)                  | (1911—1980) | 24 января 1944 года  | Оберштурмбанфюрер СС командир 2-го моторизованного полка 1-й танковой дивизии «Лейбштандарт СС Адольф Гитлер»         | [ 15 ] [ 16 ] |
| Иоахим «Йохен» Пайпер (нем. Joachim Peiper)                     | (1915—1976) | 27 января 1944 года  | Оберштурмбаннфюрер СС командир 1-го танкового полка 1-й танковой дивизии СС «Лейбштандарт СС Адольф Гитлер»           | [ 8 ] [ 9 ]   |
| Михаэль Виттман (нем. Michael Wittmann)                         | (1914—1944) | 30 января 1944 года  | Оберштурмфюрер СС командир взвода 13-й роты тяжелых танков 1-й танковой дивизии СС «Лейбштандарт СС Адольф Гитлер»    | [ 17 ] [ 18 ] |
| Теодор Виш (нем. Theodor Wisch)                                 | (1907—1995) | 12 февраля 1944 года | Бригадефюрер СС и генерал-майор войск СС командир 1-й танковой дивизии СС «Лейбштандарт СС Адольф Гитлер»             | [ 6 ] [ 7 ]   |
| Вернер Герман Густав Пёчке (нем. Werner Herman Gustav Pötschke) | (1914—1945) | 15 марта 1945 года   | Штурмбанфюрер СС командир 1-го батальона 1-го танкового полка 1-й танковой дивизии СС «Лейбштандарт СС Адольф Гитлер» | [ 19 ] [ 20 ] |
| Макс Хансен (нем. Max Hansen)                                   | (1908—1990) | 17 апреля 1945 года  | Штандартенфюрер СС командир 1-го моторизованного полка 1-й танковой дивизии «Лейбштандарт СС Адольф Гитлер»           | [ 21 ] [ 22 ] |

## Рыцарский крест Железного креста
| Полное имя                                                      | Портрет     | Дата награждения                 | Звание и должность на момент награждения | Ссылки        |
| --------------------------------------------------------------- | ----------- | -------------------------------- | --- | ------------- |
| Йозеф (Зепп) Дитрих (нем. Josef Dietrich)                       | (1892—1966) | 4 июля 1940 года                 | Обергруппенфюрер СС и генерал войск СС командир моторизованного полка СС «Лейбштандарт СС Адольф Гитлер»                                                                               | [ 4 ] [ 5 ]   |
| Герман Герхард Плейсс (нем. German Gerhard Pleiß)               | (1915—1941) | 20 апреля 1941 года              | Оберштурмфюрер СС командир взвода 1-й роты 1-го батальона моторизованной бригады СС «Лейбштандарт СС Адольф Гитлер»                                                                    | [ 23 ]        |
| Курт Адольф Вильгельм Мейер (нем. Kurt Adolf Wilhelm Meyer)     | (1910—1961) | 18 мая 1941 года                 | Штурмбаннфюрер СС командир разведывтельного батальона моторизованной бригады СС «Лейбштандарт СС Адольф Гитлер»                                                                        | [ 10 ] [ 11 ] |
| Теодор Виш (нем. Theodor Wisch)                                 | (1907—1995) | 15 октября 1941 года             | Штурмбаннфюрер СС командир 2-го батальона моторизованной бригады СС «Лейбштандарт СС Адольф Гитлер»                                                                                    | [ 6 ] [ 7 ]   |
| Герхард Бремер (нем. Gerhard Bremer)                            | (1917—1989) | 30 октября 1941 года             | Оберштурмфюрер СС командир мотоциклетной роты разведывательного батальона моторизованной бригады СС «Лейбштандарт СС Адольф Гитлер»                                                    | [ 24 ] [ 25 ] |
| Генрих Шпрингер (нем. Heinrich Springer)                        | (1914—2007) | 12 января 1942 года              | Гауптштурмфюрер СС командир 3-й роты 1-го батальона моторизованной бригады СС «Лейбштандарт СС Адольф Гитлер»                                                                          | [ 26 ]        |
| Ганс Реймлинг (нем. Hans Reimling)                              | (1918—1943) | 28 февраля 1943 года             | Обершарфюрер СС командир взвода 2-й роты 1-го танкового полка моторизованной дивизии СС «Лейбштандарт СС Адольф Гитлер»                                                                | [ 27 ]        |
| Макс Вюнше (нем. Max Wünsche)                                   | (1914—1995) | 28 февраля 1943 года             | Штурмбаннфюрер СС командир 1-го батальона 1-го танкового полка моторизованной дивизии СС «Лейбштандарт СС Адольф Гитлер»                                                               | [ 28 ] [ 29 ] |
| Герман Дальке (нем. Hermann Dahlke)                             | (1917—1943) | 3 марта 1943 года                | Обершарфюрер СС командир 3-й роты 1-го моторизованного полка моторизованной дивизии СС «Лейбштандарт СС Адольф Гитлер»                                                                 | [ 30 ]        |
| Альфред Гюнтер (нем. Alfred Günther)                            | (1917—1944) | 3 марта 1943 года                | Обершарфюрер СС командир взвода 3-й роты 1-го дивизиона штурмовых орудий моторизованной дивизии СС «Лейбштандарт СС Адольф Гитлер»                                                     | [ 31 ]        |
| Альберт Фрей (нем. Albert Frey )                                | (1913—2003) | 3 марта 1943 года                | Штурмбаннфюрер СС командир 1-го батальона 1-го моторизованного полка моторизованной дивизии СС «Лейбштандарт СС Адольф Гитлер»                                                         | [ 13 ] [ 14 ] |
| Иоахим «Йохен» Пайпер (нем. Joachim Peiper)                     | (1915—1976) | 9 марта 1943 года                | Штурмбаннфюрер СС командир 3-го батальона 2-го моторизованного полка моторизованной дивизии СС «Лейбштандарт СС Адольф Гитлер»                                                         | [ 8 ] [ 9 ]   |
| Вильгельм Бек (нем. Wilhelm Beck)                               | (1919—1944) | 28 марта 1943 года               | Оберштурмфюрер СС командир роты 3-го батальона 1-го танкового полка моторизованной дивизии СС «Лейбштандарт СС Адольф Гитлер»                                                          | [ 32 ]        |
| Ганс Беккер (нем. Hans Becker)                                  | (1911—1944) | 28 марта 1943 года               | Гауптштурмфюрер СС командир 2-й роты 2-го батальона моторизованного полка моторизованной дивизии СС «Лейбштандарт СС Адольф Гитлер»                                                    | [ 33 ]        |
| Макс Хансен (нем. Max Hansen)                                   | (1908—1990) | 28 марта 1943 года               | Штурмбаннфюрер СС командир 2-го батальона 1-го моторизованного полка моторизованной дивизии СС «Лейбштандарт СС Адольф Гитлер»                                                         |               |
| Хуго Готфрид Краас (нем. Hugo Gottfried Kraas)                  | (1911—1980) | 24 января 1944 года              | Штурмбаннфюрер СС командир 1-го батальона 2-го моторизованного полка 1-й танковой дивизии «Лейбштандарт СС Адольф Гитлер»                                                              | [ 15 ] [ 16 ] |
| Герман Вайссер (нем. Hermann Weiser)                            | (1918—1970) | 28 марта 1943 года               | Оберштурмфюрер СС командир 2-й роты разведывательного батальона моторизованной дивизии СС «Лейбштандарт СС Адольф Гитлер»                                                              | [ 34 ]        |
| Рудольф Зандиг (нем. Rudolf Sandig)                             | (1911—1994) | 5 мая 1943 года                  | Штурмбаннфюрер СС командир 2-го батальона 2-го моторизованного полка 1-й танковой дивизии СС «Лейбштандарт СС Адольф Гитлер»                                                           | [ 35 ]        |
| Франц Штаудеггер (нем. Franz Staudegger)                        | (1921—1995) | 10 июля 1943 года                | Унтершарфюрер СС командир танка 13-й роты тяжёлых танков 1-го танкового полка 1-й танковой дивизии СС «Лейбштандарт СС Адольф Гитлер»                                                  | [ 36 ]        |
| Рудольф фон Риббентроп (нем. Rudolf von Ribbentrop)             | (1921)      | 15 июля 1943 года                | Оберштурмфюрер СС командир 6-й роты 2-го батальона 1-го танкового полка 1-й танковой дивизии СС «Лейбштандарт СС Адольф Гитлер»                                                        | [ 37 ] [ 38 ] |
| Мартин Гросс (нем. Martin Gross)                                | (1911—1984) | 22 июля 1943 года                | Штурмбаннфюрер СС командир 2-го батальона 1-го танкового полка 1-й танковой дивизии СС «Лейбштандарт СС Адольф Гитлер»                                                                 | [ 39 ]        |
| Курт Заметрайтер (нем. Kurt Sametreiter)                        | (1922)      | 31 июля 1943 года                | Обершарфюрер СС командир взвода 3-й роты противотанкового батальона 1-й танковой дивизии СС «Лейбштандарт СС Адольф Гитлер»                                                            | [ 40 ]        |
| Георг Карх (нем. Georg Karck)                                   | (1911—1944) | 3 августа 1943 года              | Оберштурмфюрер СС командир 9-й роты 2-го батальона 2-го моторизованного полка 1-й танковой дивизии СС «Лейбштандарт СС Адольф Гитлер»                                                  | [ 34 ]        |
| Вернер Вольф (нем. Werner Wolff )                               | (1922—1945) | 7 августа 1943 года              | Унтерштурмфюрер СС адъютант 3-го батальона 2-го моторизованного полка 1-й танковой дивизии СС «Лейбштандарт СС Адольф Гитлер»                                                          | [ 41 ]        |
| Карл Реттингер (нем. Karl Rettlinger)                           | (1922—1990) | 20 декабря 1943 года             | Гауптштурмфюрер СС командир 3-й батареи дивизиона штурмовых орудий 1-й танковой дивизии СС «Лейбштандарт СС Адольф Гитлер»                                                             | [ 42 ]        |
| Альфред Шнайдерайт (нем. Alfred Schneidereit)                   | (1919—1999) | 20 декабря 1943 года             | Роттенфюрер СС стрелок ручного противотанкового расчёта 8-й роты 1-го моторизованного полка 1-й танковой дивизии СС «Лейбштандарт СС Адольф Гитлер»                                    | [ 43 ]        |
| Георг Шёнбергер (нем. Georg Schönberger)                        | (1911—1943) | 20 декабря 1943 года (посмертно) | Оберштурмбаннфюрер СС командир 1-го моторизованного полка 1-й танковой дивизии СС «Лейбштандарт СС Адольф Гитлер»                                                                      | [ 44 ]        |
| Эмиль Вайсманн (нем. Emil Wiesemann)                            | (1914—1943) | 20 декабря 1943 года (посмертно) | Гауптштурмфюрер СС командир 2-й роты дивизиона штурмовых орудий 1-й танковой дивизии СС «Лейбштандарт СС Адольф Гитлер»                                                                | [ 45 ]        |
| Михаэль Виттман (нем. Michael Wittmann)                         | (1914—1944) | 14 января 1944 года              | Унтерштурмфюрер СС командир взвода 13-й роты тяжелых танков 1-й танковой дивизии СС «Лейбштандарт СС Адольф Гитлер»                                                                    | [ 17 ] [ 18 ] |
| Бальтазар Вол (нем. Balthasar Woll)                             | (1922—1996) | 16 января 1944 года              | Роттенфюрер СС Наводчик орудия танка 13-й роты тяжёлых танков 1-го танкового полка 1-й танковой дивизии СС «Лейбштандарт СС Адольф Гитлер» (входил в состав экипажа танка М. Виттмана) | [ 46 ]        |
| Герхард Гребарсх (нем. Gerhard Grebarsche)                      | (1913)      | 24 января 1944 года              | Гауптшарфюрер СС командир взвода 3-й роты 2 моторизованного полка 1-й танковой дивизии СС «Лейбштандарт СС Адольф Гитлер»                                                              | [ 47 ]        |
| Фриц Хенке (нем. Fritz Henke)                                   | (1921—1999) | 12 февраля 1944 года             | Обершарфюрер СС командир батареи 3-й роты дивизиона штурмовых орудий 1-й танковой дивизии СС «Лейбштандарт СС Адольф Гитлер»                                                           | [ 48 ]        |
| Гельмут Вендорф (нем. Helmut Wendorff)                          | (1920—1944) | 12 февраля 1944 года             | Унтерштурмфюрер СС командир взвода 13-й роты тяжёлых танков 1-й танковой дивизии СС «Лейбштандарт СС Адольф Гитлер»                                                                    | [ 49 ]        |
| Герберт Кухлман (нем. Herbert Kuhlmann)                         | (1915—1985) | 13 февраля 1944 года             | Штурмбаннфюрер СС командир 1-го батальона 1-го танкового полка 1-й танковой дивизии СС «Лейбштандарт СС Адольф Гитлер»                                                                 | [ 50 ]        |
| Генрих Хейман (нем. Heinrich Heimann)                           | (1915—1944) | 23 февраля 1944 года             | Гауптштурмфюрер СС командир дивизиона штурмовых орудий 1-й танковой дивизии СС «Лейбштандарт СС Адольф Гитлер»                                                                         | [ 51 ]        |
| Генрих Клинг (нем. Heinrich Kling)                              | (1913—1951) | 23 февраля 1944 года             | Гауптштурмфюрер СС командир 13-й роты тяжёлых танков 1-й танковой дивизии СС «Лейбштандарт СС Адольф Гитлер»                                                                           | [ 52 ]        |
| Рудольф Леман (нем. Rudolf Lehmann)                             | (1914—1983) | 23 февраля 1944 года             | Оберштурмбаннфюрер СС начальник штаба 1-й танковой дивизии СС «Лейбштандарт СС Адольф Гитлер»                                                                                          | [ 53 ] [ 54 ] |
| Эрих Грац (нем. Erich Grätz)                                    | (1909)      | 14 мая 1944 года                 | Гауптштурмфюрер СС командир 18-й противотанковой роты 1-го моторизованного полка 1-й танковой дивизии СС «Лейбштандарт СС Адольф Гитлер»                                               | [ 55 ]        |
| Хайнц Новотны (нем. Heinz Nowotnik)                             | (1920—1999) | 14 мая 1944 года                 | Унтерштурмфюрер СС командир 14-й роты 1-го моторизованного полка 1-й танковой дивизии СС «Лейбштандарт СС Адольф Гитлер»                                                               | [ 56 ]        |
| Ганс Даузер (нем. Hans Dauser)                                  | (1908—2001) | 4 июня 1944 года                 | Обершарфюрер СС командир взвода 2-го батальона 1-го танкового полка 1-й танковой дивизии СС «Лейбштандарт СС Адольф Гитлер»                                                            | [ 57 ]        |
| Пауль Гухл (нем. Paul Guhl)                                     | (1916—1997) | 4 июня 1944 года                 | Гауптштурмфюрер СС командир 3-го батальона 2-го моторизованного полка 1-й танковой дивизии СС «Лейбштандарт СС Адольф Гитлер»                                                          | [ 58 ]        |
| Густав Книттель (нем. Gustav Knittel)                           | (1914—1976) | 4 июня 1944 года                 | Штурмбаннфюрер СС командир разведывательного батальона 1-й танковой дивизии СС «Лейбштандарт СС Адольф Гитлер»                                                                         | [ 59 ]        |
| Вернер Герман Густав Пёчке (нем. Werner Herman Gustav Pötschke) | (1914—1945) | 4 июня 1944 года                 | Гауптштурмфюрер СС командир 1-й роты 1-го танкового полка 1-й танковой дивизии СС «Лейбштандарт СС Адольф Гитлер»                                                                      | [ 19 ] [ 20 ] |
| Франк Хассе (нем. Frank Hasse)                                  | (1917—1944) | 6 августа 1944 года              | Оберштурмфюрер СС командир 11-й роты 1-го моторизованного полка 1-й танковой дивизии СС «Лейбштандарт СС Адольф Гитлер»                                                                | [ 34 ]        |
| Ганс Малкомес (нем. Hans Malkomes)                              | (1913—1945) | 30 октября 1944 года             | Оберштурмфюрер СС командир 2-й роты 1-го танкового полка 1-й танковой дивизии СС «Лейбштандарт СС Адольф Гитлер»                                                                       | [ 34 ]        |
| Йозеф Армбергер (нем. Josef Armberger)                          | (1920—1944) | 31 октября 1944 года             | Оберштурмфюрер СС командир 8-й роты 1-го танкового полка 1-й танковой дивизии СС «Лейбштандарт СС Адольф Гитлер»                                                                       | [ 60 ]        |
| Эрих Гёстл (нем. Erich Göstl)                                   | (1925—1990) | 31 октября 1944 года             | Шутце СС пулемётчик 6-й роты 1-го моторизованного полка 1-й танковой дивизии СС «Лейбштандарт СС Адольф Гитлер»                                                                        | [ 61 ]        |
| Йозеф Диффенталь (нем. Josef Diefenthal)                        | (1915—2001) | 5 февраля 1945 года              | Гауптштурмфюрер СС командир 3-го батальона 2-го моторизованного полка 1-й танковой дивизии СС «Лейбштандарт СС Адольф Гитлер»                                                          | [ 62 ]        |
| Георг Прис (нем. Georg Preuß)                                   | (1920—1991) | 5 февраля 1945 года              | Оберштурмфюрер СС командир 10-й роты 2-го батальона 1-го танкового полка 1-й танковой дивизии СС «Лейбштандарт СС Адольф Гитлер»                                                       | [ 34 ]        |
| Конрад Хейбек (нем. Konrad Heubeck)                             | (1918—1987) | 17 апреля 1945 года              | Унтерштурмфюрер СС командир 1-й роты 1-го танкового полка 1-й танковой дивизии СС «Лейбштандарт СС Адольф Гитлер»                                                                      | [ 63 ]        |
| Бернард Зибкен (нем. Bernhard Siebken)                          | (1910—1949) | 17 апреля 1945 года              | Оберштурмбаннфюрер СС командир 2-го моторизованного полка 1-й танковой дивизии СС «Лейбштандарт СС Адольф Гитлер»                                                                      | [ 64 ]        |
| Фридрих Блонд (нем. Friedrich Blond)                            | (1920—2009) | 28 апреля 1945 года              | Оберштурмфюрер СС командир 12-й роты запасного учебного батальона 1-й танковой дивизии СС «Лейбштандарт СС Адольф Гитлер» (награждение не подтверждено)                                | [ 65 ]        |
| Вальтер Питч (нем. Walter Pitsch)                               | (1920)      | 6 мая 1945 года                  | Гауптшарфюрер СС командир 4-й батареи зенитного дивизиона 1-й танковой дивизии СС «Лейбштандарт СС Адольф Гитлер» (награждение не подтверждено)                                        | [ 34 ]        |